# Lacin
Lacin (azeră Laçın) este un oraș din Azerbaidjan.

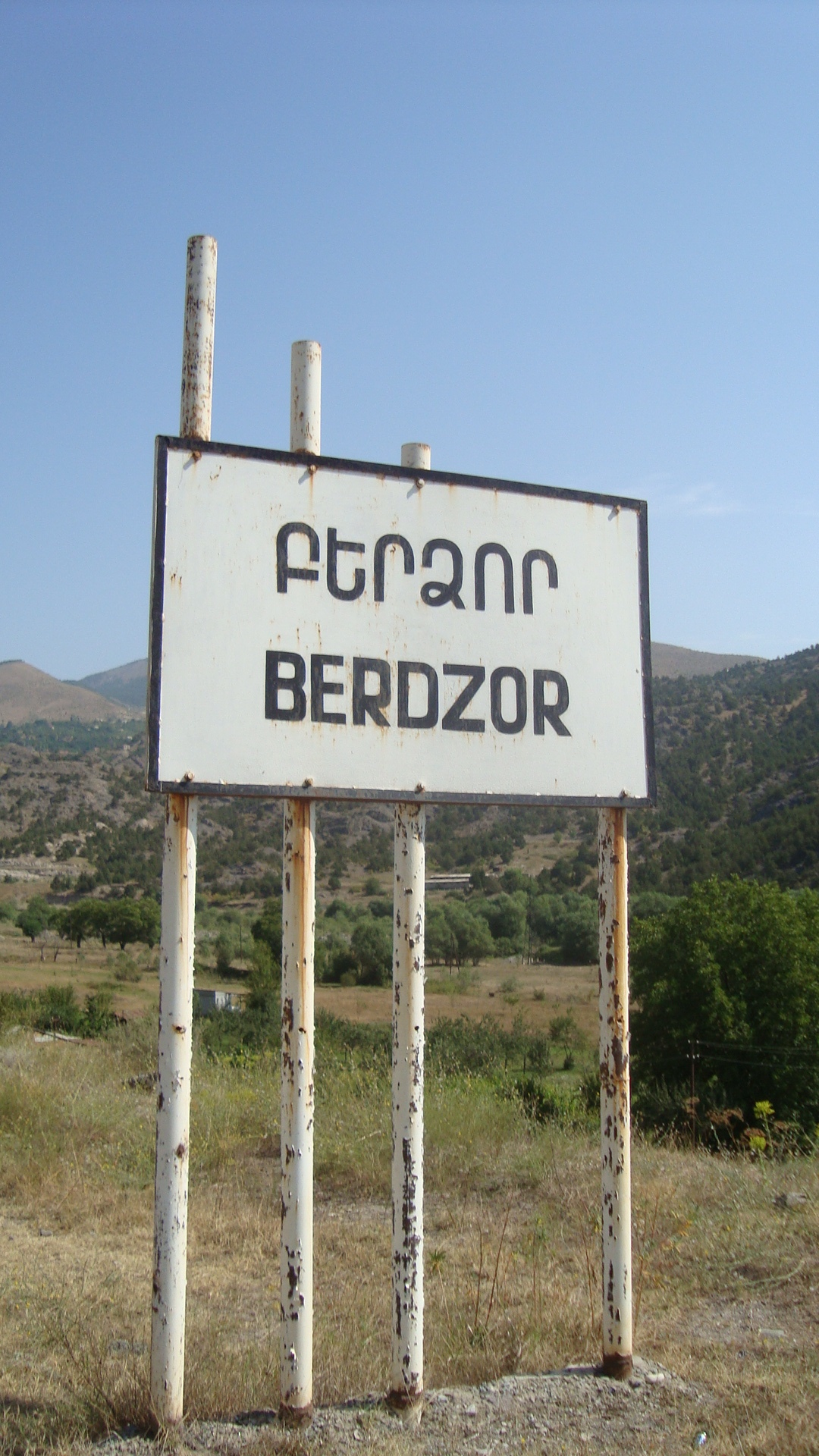
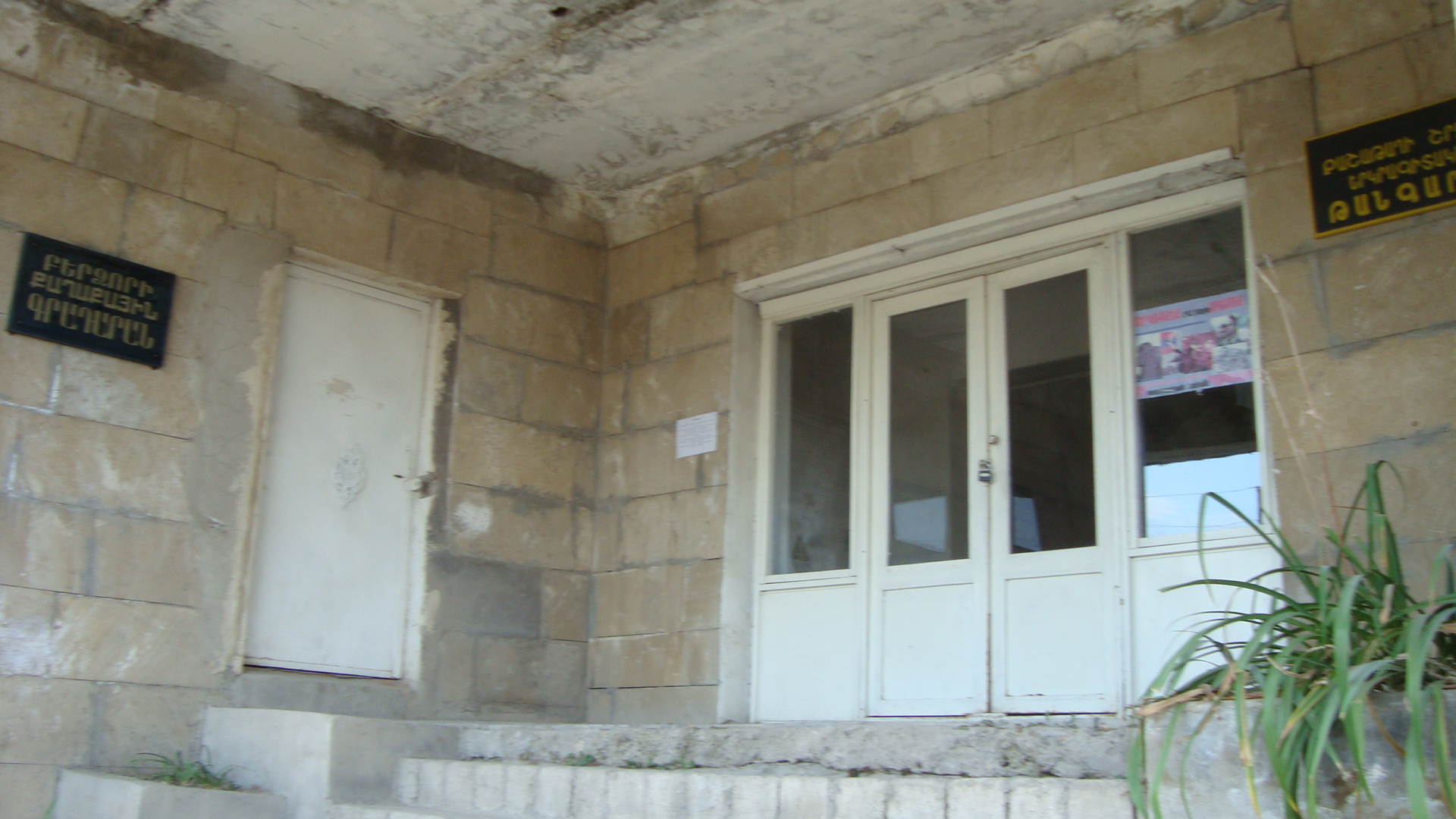
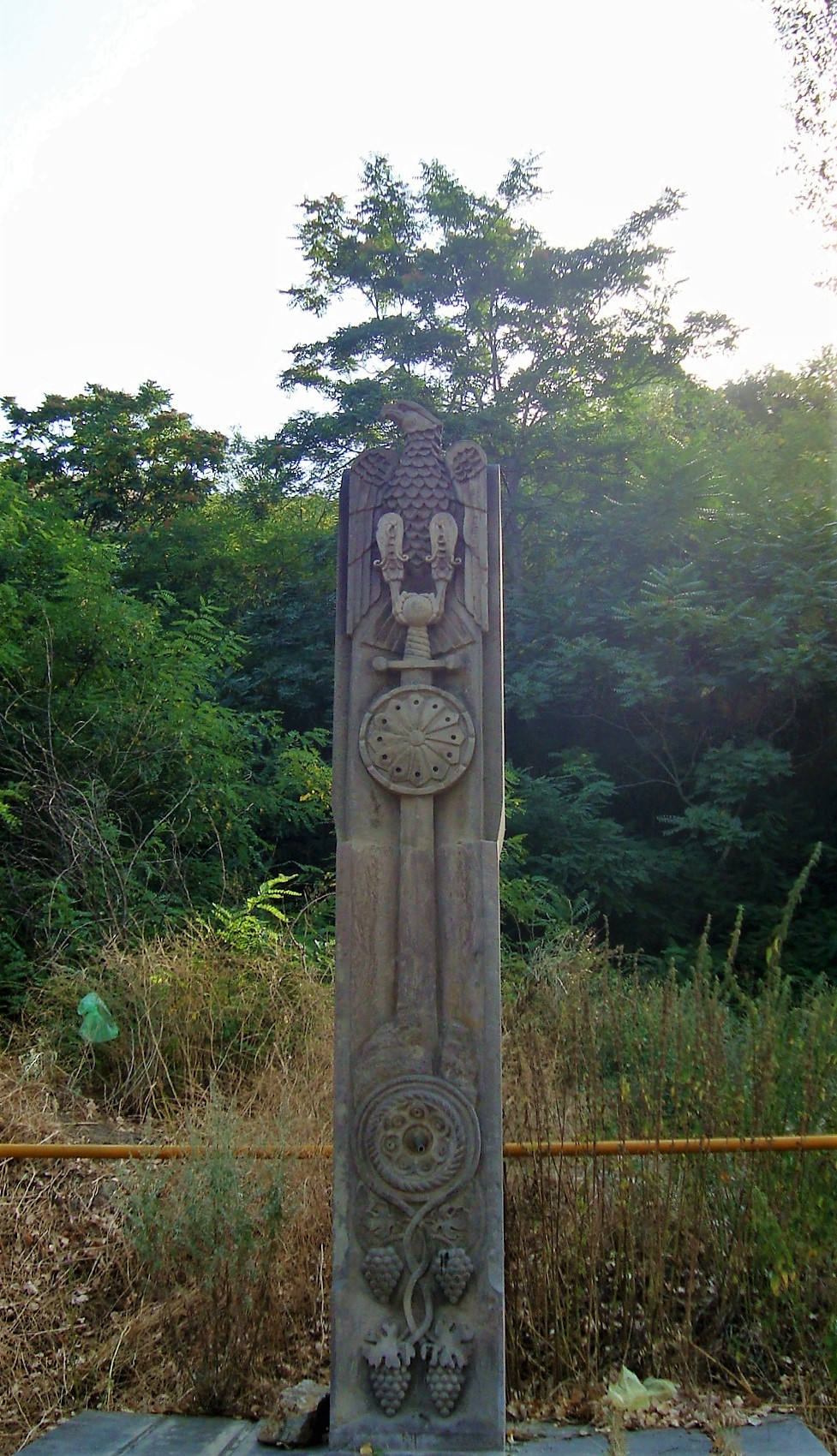
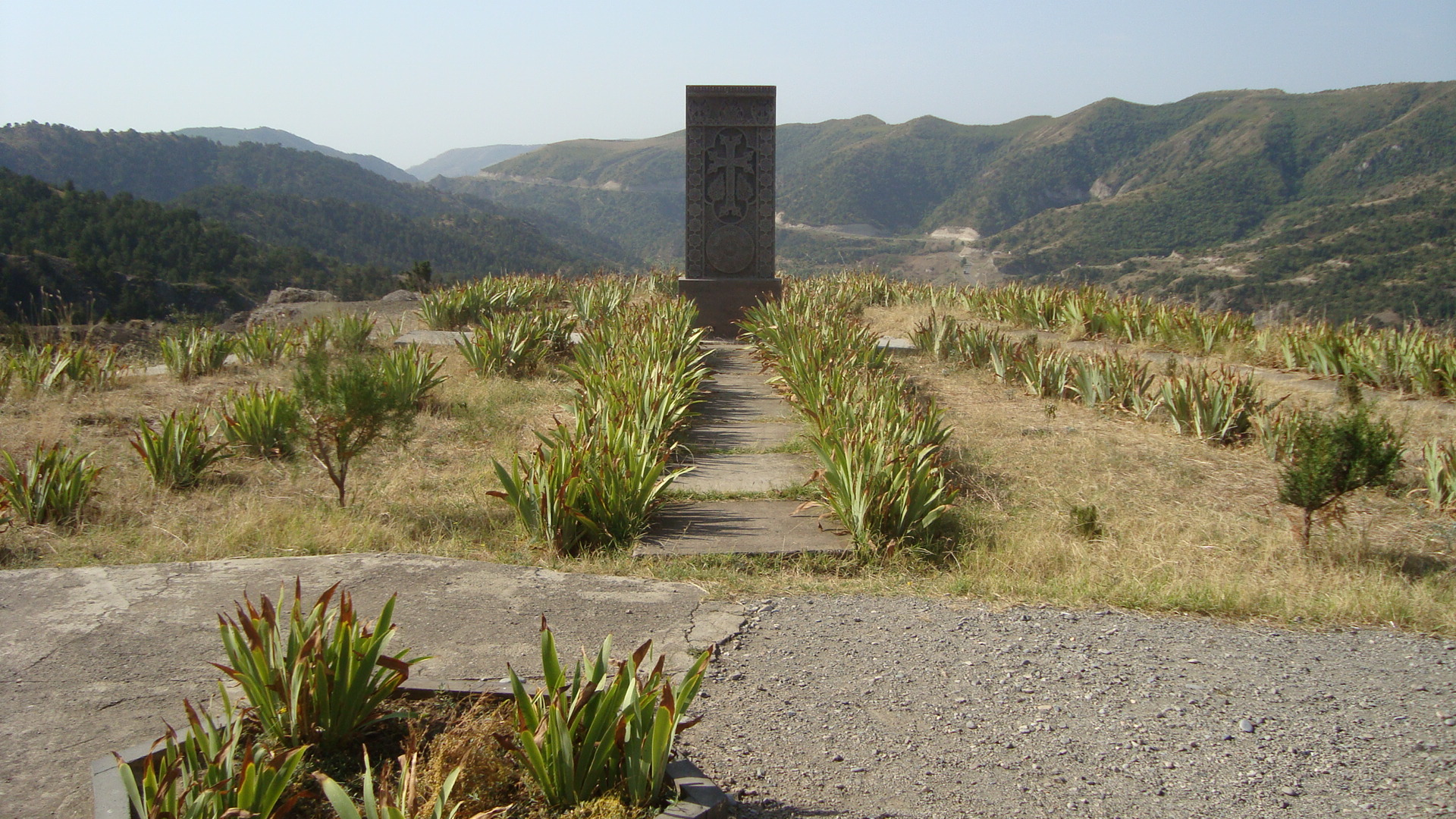
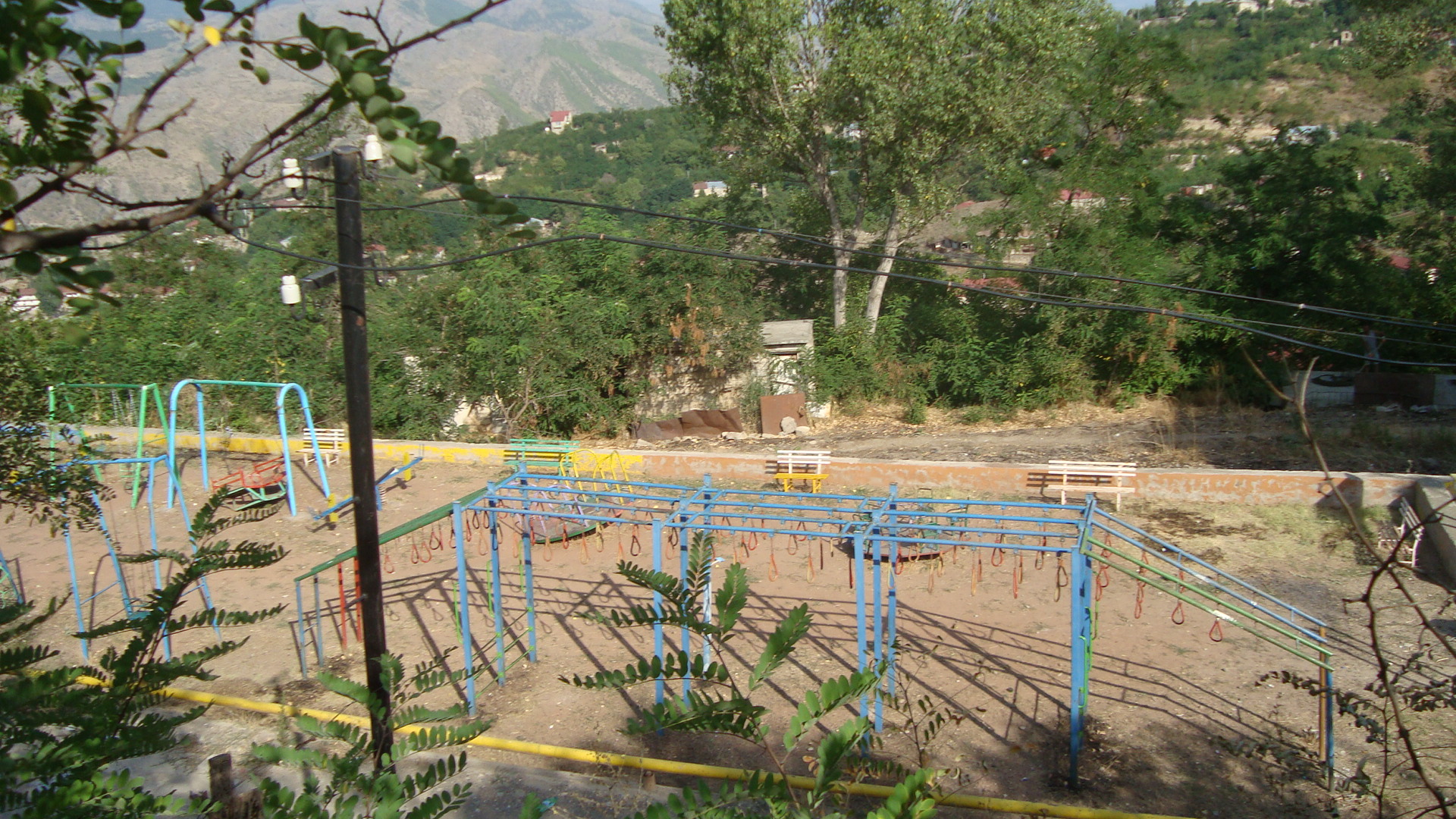
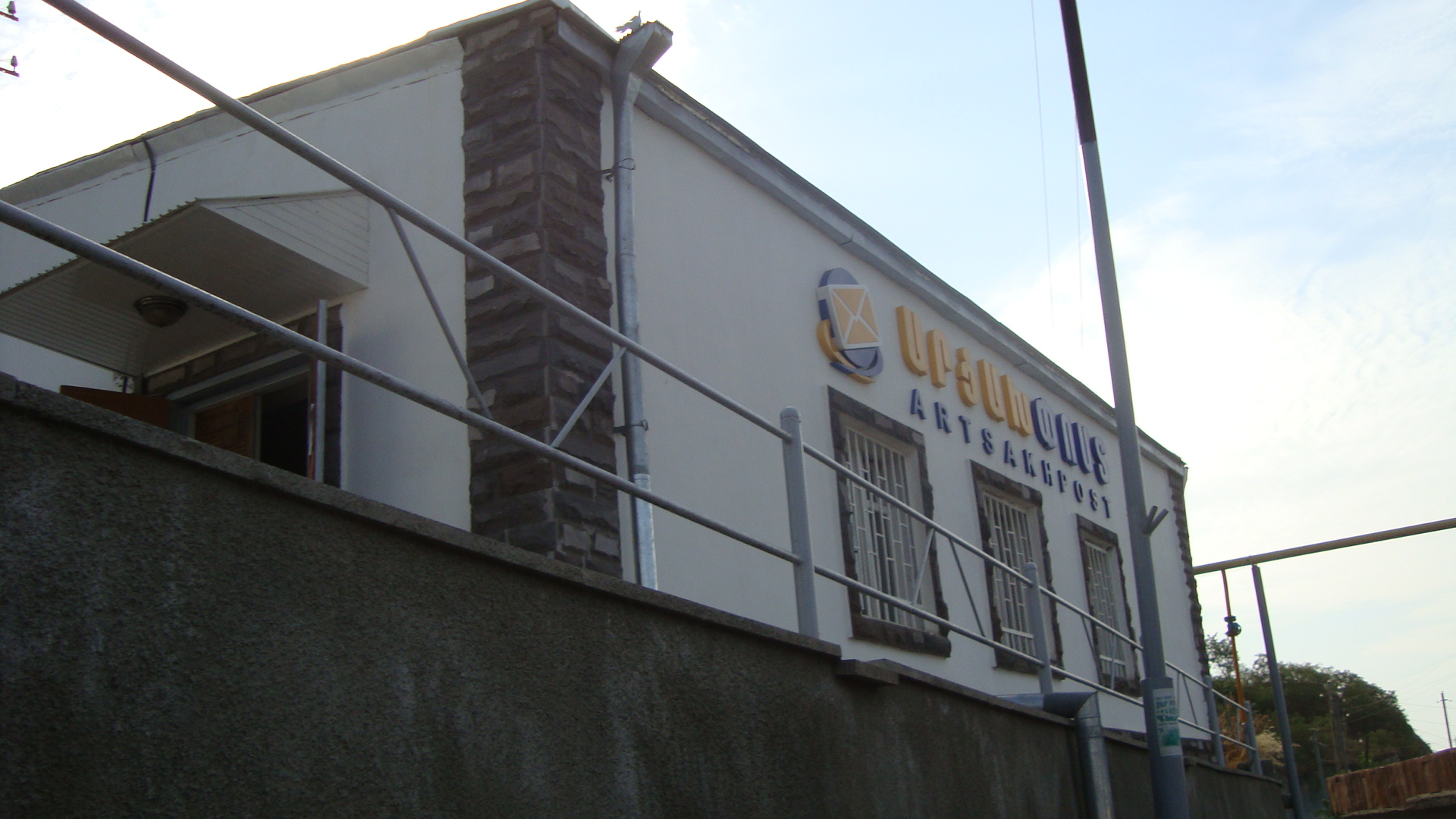
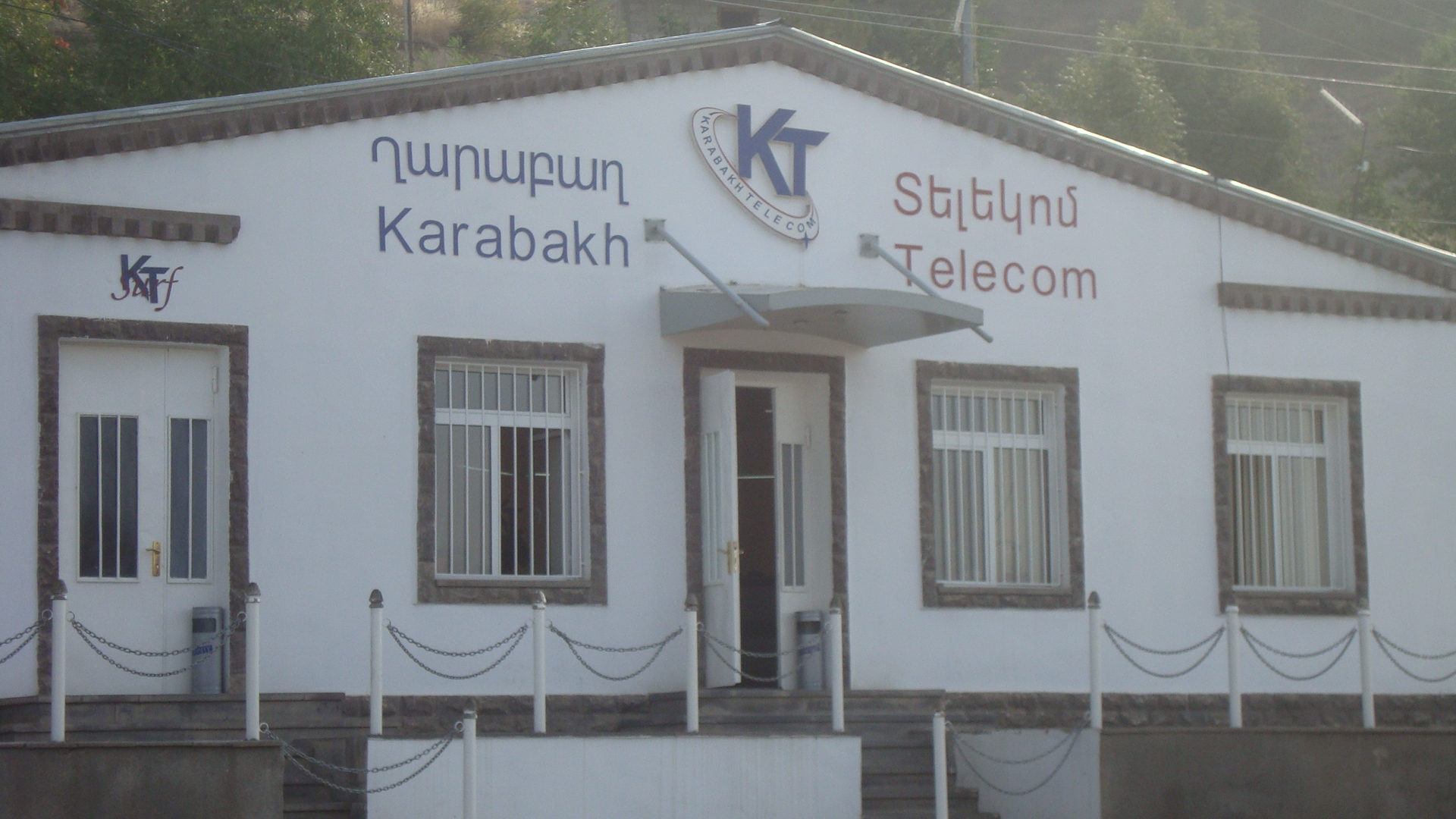
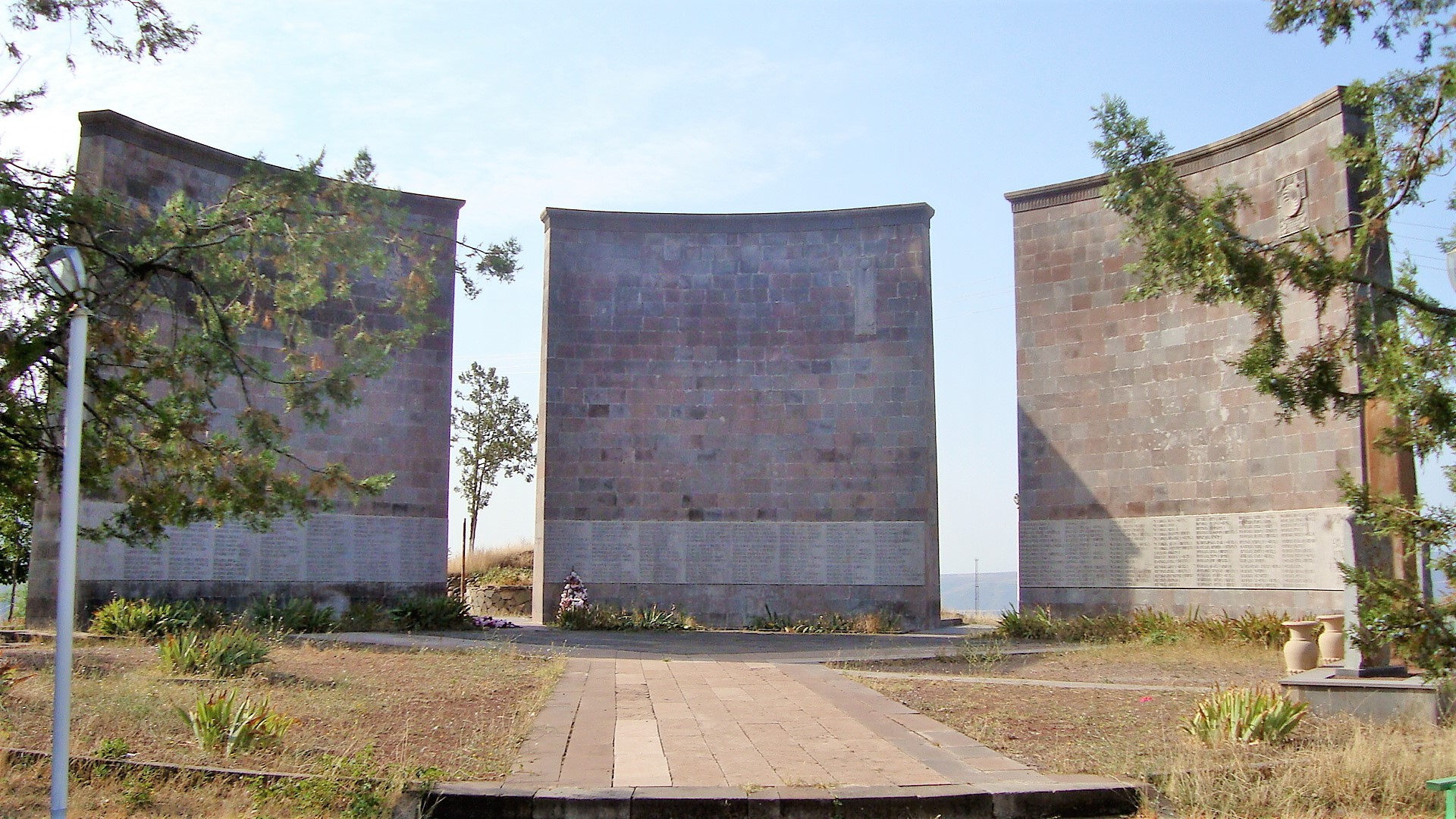
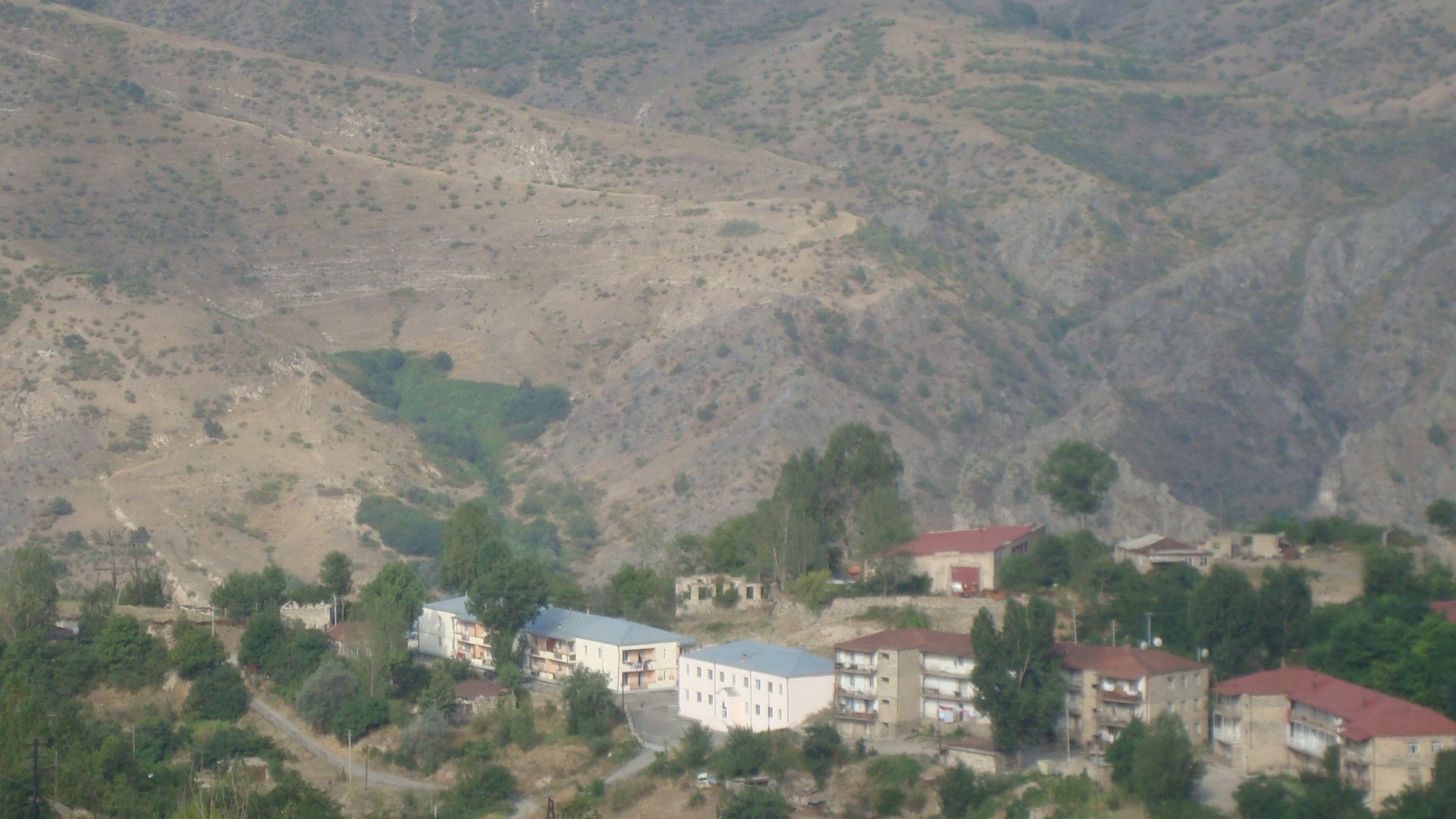
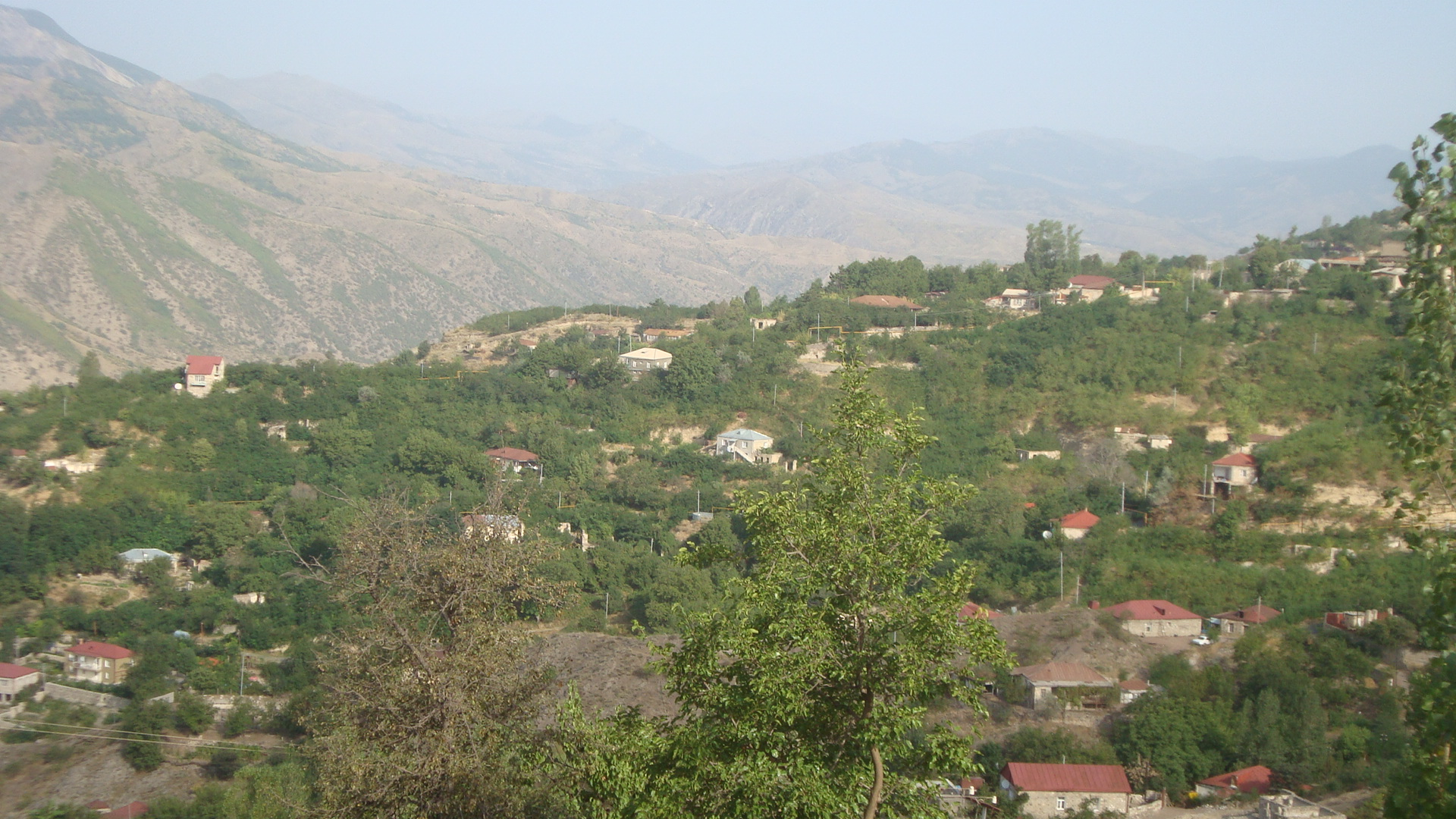
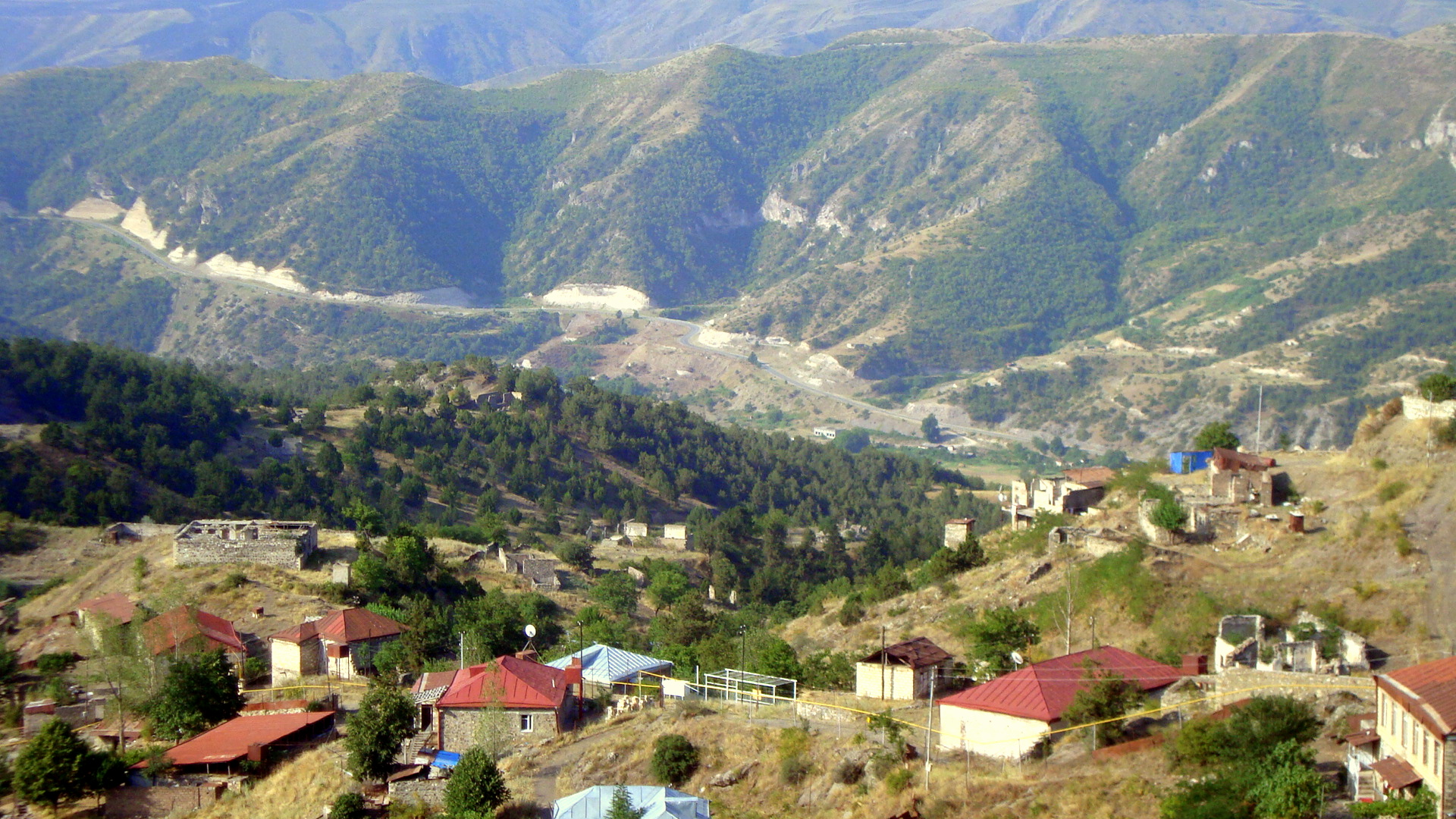
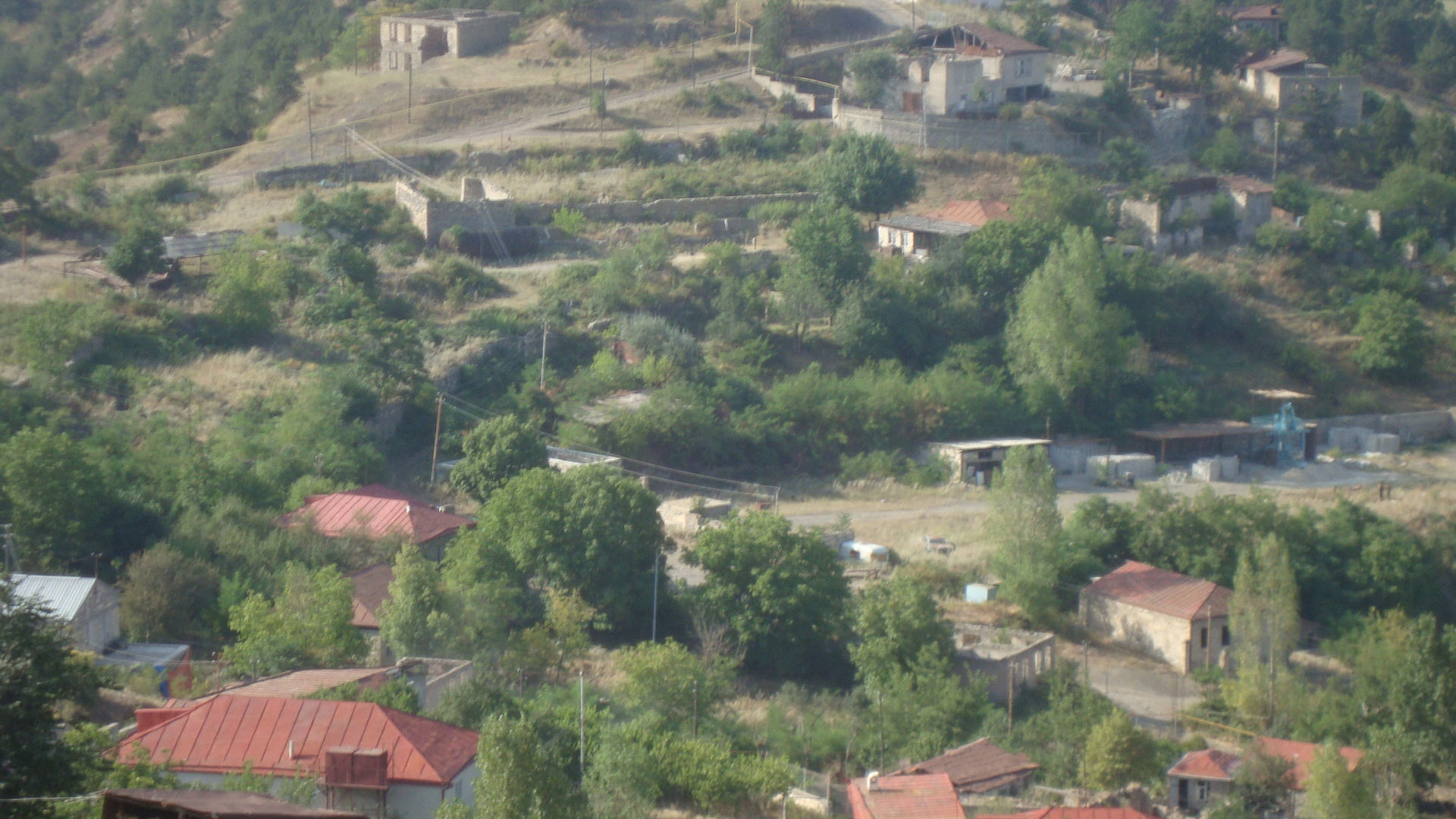
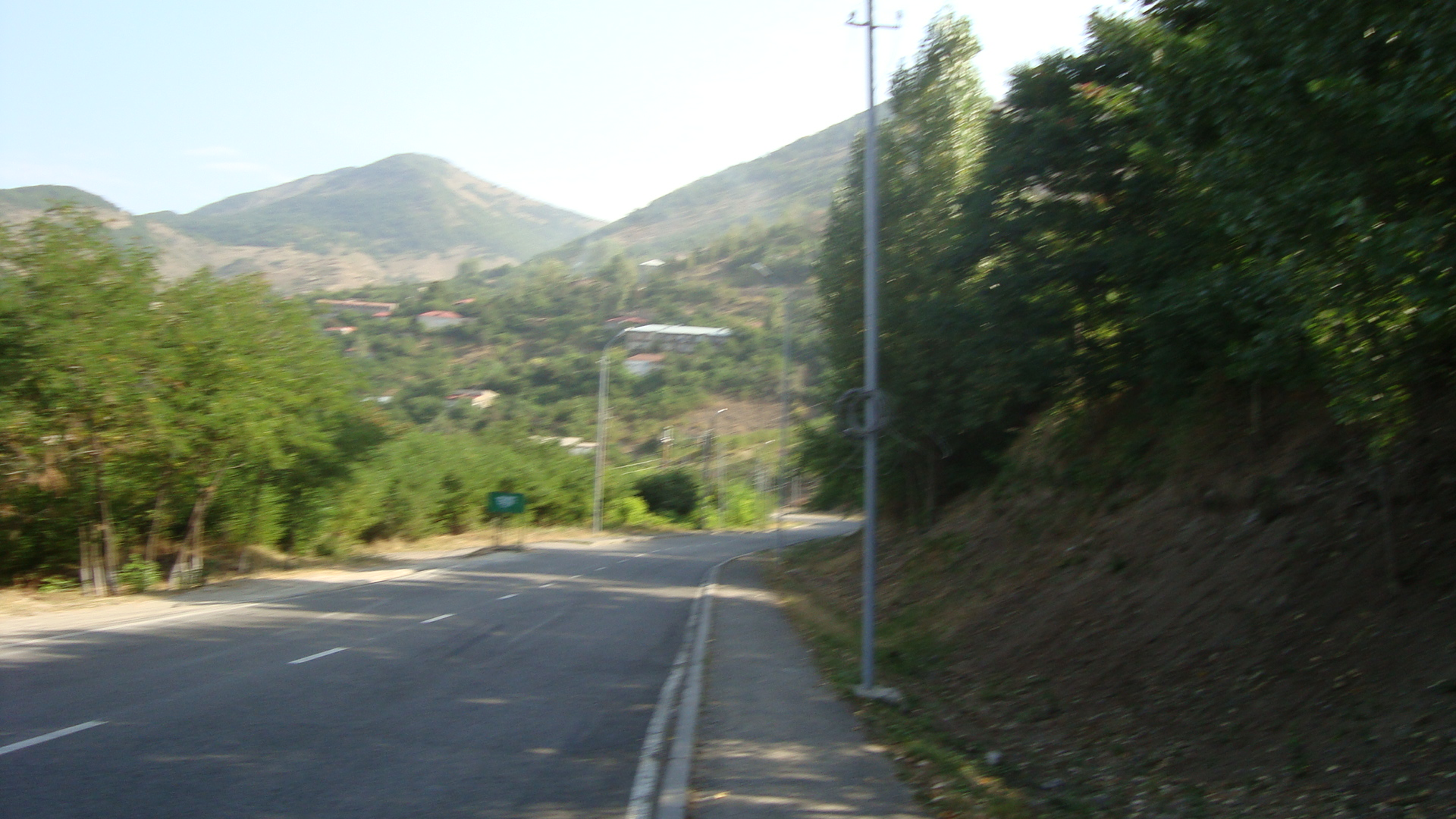
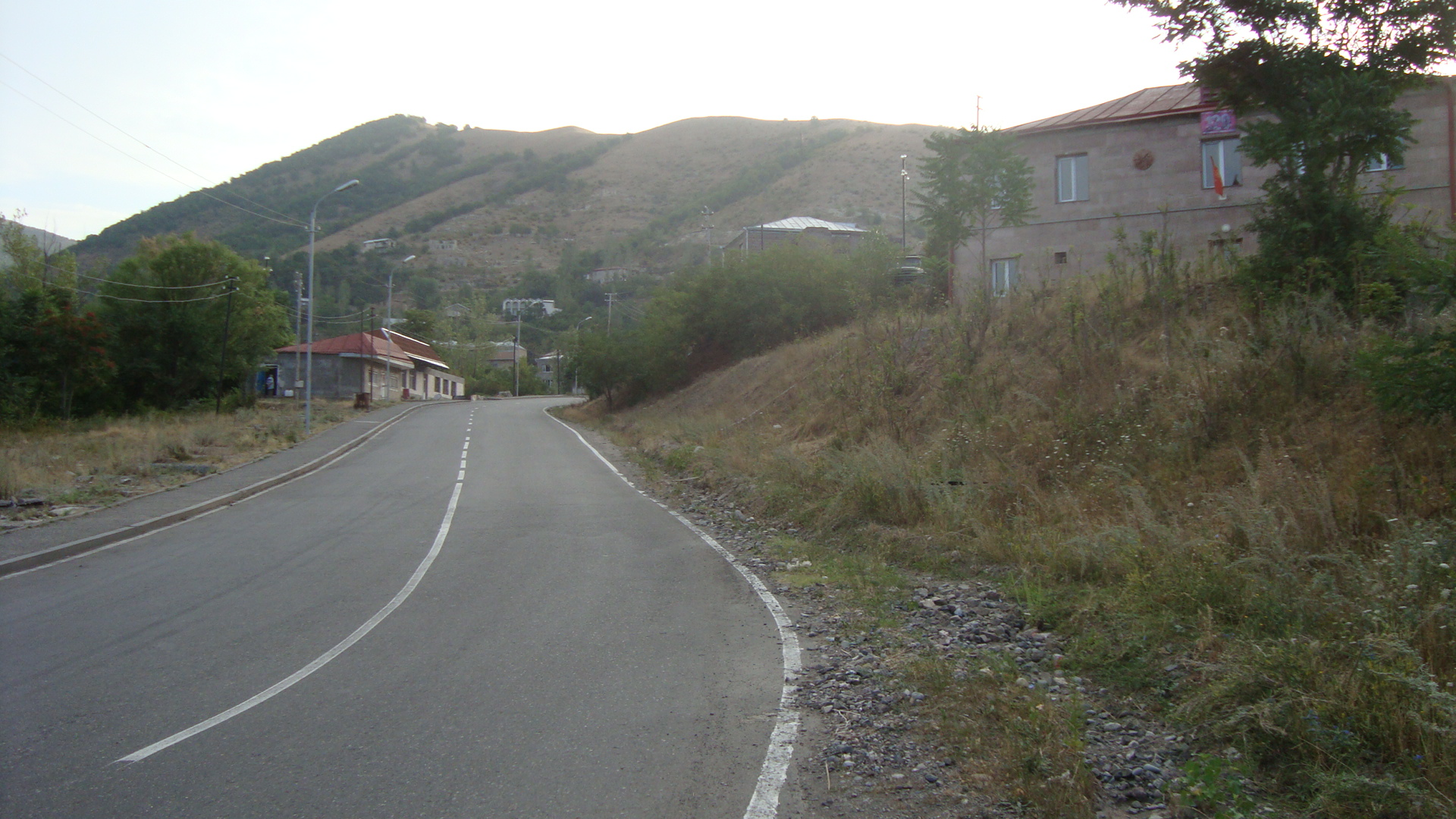